# Gordon Gekko
Gordon Gekko és un empresari i el principal antagonista de les pel·lícules Wall Street i Wall Street 2: Els diners no dormen mai, ambdues produïdes i dirigides per Oliver Stone, sent interpretat per Michael Douglas, que va merèixer l'Oscar, en la categoria de «Millor Actor en un paper principal», gràcies a aquest paper.
Creat i desenvolupat per Oliver Stone i el guionista Stanley Weiser, es creu que Gordon Gekko estigui basat en Ivan Boesky, que va ser un prominent corredor de borses i financer, involucrat en un escàndol d'evasió d'impostos i ús d'informació privilegiada durant els anys 1980.

Gordon Gekko, és el personatge central en la trama d'ambdues pel·lícules i representa l'ambició desmesurada, un ser intel·ligent, astut, hàbil en tot el que a finances es refereix, però també calculador, manipulador, in escrupolós i disposat a tot per tal d'obtenir allò que desitja, conseguint construir un extraordinari imperi financer amb base en les seves pròpies capacitats. El seu èxit i obsessió amb el poder són l'essència mateixa del capitalisme, ho perfilen com un defensor de primer ordre del Darwinisme Social, resumida en el seu famós discurs a la Universitat de Califòrnia en Berkeley: 
| «                         | "La cobdícia, a falta d'una paraula millor, és bona; és necessària i funciona. La cobdícia clarifica i capta l'essència de l'esperit de l'evolució. La cobdícia en totes les seves formes: la cobdícia de viure, de saber, de l'amor, del diner; és el que ha marcat la vida de la humanitat.." | » |
| — Discurs de Gordon Gekko | |   |

Gekko és un personatge extremadament popular, encara que el seu personatge seria convencionalment considerat com a pervers, però la veritat és que presenta un matís molt humà, en considerar-se superior a tot però al mateix temps demostrar una vulnerabilitat pròpia de les persones, com el de la seva desmesurada ambició, amb la notòria diferència que ell sap com materialitzar tals ambicions i no tem fer el que sigui necessari per a això. Igualment, això contribueix al seu perfil com a Icona del Darwinisme Social, sent la seva famosa cita, «la Cobdícia és bona», part de la cultura popular, no només dels Estats Units, sinó a nivell global. A més de ser un gran coneixedor del "Art de la Guerra" de Sun Tzu, raó per la qual cita constantment frases d'aquest llibre durant els films.
L'aspecte magnètic és l'essència del personatge, així com el fet de ser referència i la representació mateixa i més pura del capitalisme, la qual cosa han fet que sigui un dels més reconeguts i aclamats personatges del «Setè Art». En 2003, el American Film Institute ho va posicionar en el número 24, de la Llista de 50 Grans malvats de tots els Temps. Així mateix en 2008, Forbes, ho va designar en el quart lloc, de la seva llista dels 15 Personatges Ficticis més rics, amb una fortuna benvolguda en USD 8.500 milions.

## Història
Gordon Gekko, prové d'una família de Nova York, d'escassos recursos econòmics i baix estrat social, la qual cosa l'incentiva a voler ascendir econòmica i socialment. Així, comença a forjar la seva fortuna a Wall Street, demostrant ràpidament talent i habilitat per a les transaccions financeres, compra i venda d'actius, moviments amb capitals de risc, bons i maniobres econòmiques sense precedents. Ja per llavors, Gekko ha consolidat la seva reputació de "Tauró Financer" i finalment consolida la seva fortuna i la seva posició en casar-se amb
Kate Federico, la filla i única hereva de Wisher Federico, un multimilionari propietari d'hotels. A partir d'aquí, Gekko accelera encara més la seva producció econòmica, en dedicar-se a les fusions entre companyies financeres, a inversions en immobles i a consolidar empreses, amb ell ocupant llocs directius.
Finalment, a mitjans dels vuitanta la seva fortuna ha ascendit a més de 600 milions de dòlars, només en actiu posseïts i bilions en negociacions i altres propietats, a més d'haver-se consolidat com el més poderós en influent empresari financer del país.

## Wall Street
Per al moment en què comença la pel·lícula, veiem a un Gordon Gekko que es troba en el cim del seu poder, poderós i influent en el món de les finances i tot el relacionat amb aquest. Enmig d'aquesta apoteosi, Gekko coneix a Bud Fox, un jove i ambiciós corredor de borsa, que desitja obrir-se pas pel món financer i aconseguir a convertir-se en milionari. Fox escolta a Gekko donar un discurs on pronuncia la seva famosa frase:
| «                         | "La cobdícia, a falta d'una paraula millor, és bona; és necessària i funciona. La cobdícia clarifica i capta l'essència de l'esperit de l'evolució. La cobdícia en totes les seves formes: la cobdícia de viure, de saber, de l'amor, del diner; és el que ha marcat la vida de la humanitat.." | » |
| — Discurs de Gordon Gekko | |   |

Després d'això, Fox es convenç que aliar-se i aprendre del mític empresari i inversor és la millor manera d'aconseguir la riquesa que tant anhela. Aconsegueix treballar amb ell en proporcionar-li informació confidencial d'una empresa d'aerolínies, a causa d'això, Gekko aposta pel corredor de borsa per encomanar-li comprar accions d'aquesta empresa. Aquest desconeixia les males intencions d'arruïnar l'empresa després d'haver guanyat una sucosa quantitat de milions de dòlars. Aquest guany la pretenia obtenir inflant el valor de les accions, és a dir, cada acció anava a estar sobrevalorada a diferència del seu valor que era menor en els registres, això perquè els compradors d'accions confiessin que l'empresa d'aerolínies anava a repuntar dins del seu mercat i també compressin accions, i que fos al més aviat possible, ja que anaven pujant de valor a cada moment.
Així, Gekko s'afavoreix de la transacció, guanyant milions, però conduint a la desintegració i caiguda de la companyia, que Fox, no està d'acord, per considerar-ho inhumà i immoral, coses que per Gekko no tenen importància, per la qual cosa no les té en compte i segueix amb el procés.
No obstant això Gekko acabarà sent sotmès a una recerca per violació de sistemes de seguretat i maneig il·lícit de capitals, a causa de la transacció realitzada amb l'aerolínia. En aquesta recerca col·laboren múltiples empresaris i membres de la comunitat financera, farts de la tirania de Gekko, entre ells, Bretton James líder d'aquesta col·laboració, qui es beneficia de la caiguda de Gordon en crear un buit de poder al món financer, buit que ell està llest per ocupar.
Al final Gekko és declarat culpable i sentenciat a romandre a la presó, complint una condemna de 14 anys.

## Wall Street 2: Els diners no dormen mai
Han passat vint anys des que Gordon Gekko, va dominar el món financer i era la persona més poderosa del mateix. Ara, recentment alliberat de presó, sense empreses ni inversions i sense la seva mítica fortuna per recolzar-ho, Gekko s'enfronta a un món molt diferent del que alguna vegada va controlar.
Gekko no obstant això mostra novament la seva genialitat en preveure a on conduirà la situació, apreciant de primera mà la contínua especulació, la delicada estabilitat econòmica del sistema financer i en última instància la intenció de molts grans de les finances de beneficiar-se gairebé de manera immediata amb cada inversió que fan. Tot això porta a Gekko a una conclusió: crisi. Tard o d'hora el preveu que sobrevindrà un esclat, entenent que el que està passant és una bombolla financera que està per esclatar.
Gekko comença a restaurar la seva posició, donant el primer pas amb la publicació del seu llibre, el qual es torna un Best seller i li restaura la seva notorietat i fama, començant així a donar discursos sobre el mateix.
Aquí, és on Gekko coneix a Jacob Moore, un jove intrèpid, astut, intel·ligent i hàbil per a les finances i que és a més el nuvi de la seva filla. Jacob va sentir parlar a Gekko i instantàniament ho va considerar un geni, així comença una espècie de relació tutor i deixeble.
Aleshores Gordon Gekko, comença a utilitzar a Jacob, per acostar-se a la seva filla, amb qui no té una bona relació des que va ser a la presó, però amb el temps la influència de Gekko sobre Jacob creix. Gekko està assabentat que Jacob treballa per Bretton James, qui va col·laborar en el passat en el cas contra Gekko i que gràcies a això va ser multimilionari.
Gekko li parla llavors a Jacob, sobre totes malifetes i acords il·lícits que Bretton James va fer, la qual cosa sumat al ressentiment que Jacob posseeix contra tal personatge per haver estat ell qui fes fallida a la companyia del seu pare, decideix demanar-li a Winnie Gekko, la seva núvia i filla de Gordon Gekko, que publiqui a la seva pàgina web de notícies tota la veritat sobre Bretton James.
En paral·lel Gekko convenç a Jacob, perquè li insisteixi a Winnie que tregui d'un compte a Suïssa una suma monetària que ronda els 100 milions de dòlars, els quals el mateix Gekko li va passar a la seva filla abans de perdre la seva fortuna. Jacob, aturat per una discussió que va tenir amb Bretton James, i sabent que Winnie està esperant un fill seu, decideix persuadir a Winnie d'alliberar el fideïcomís, per dipositar-li-ho a Gordon Gekko qui li ha promès usar-los per consolidar una fortuna per Winnie i ell.
Després d'això, es publiquen les notícies sobre Bretton James, la qual cosa crea tota una marejada d'inseguretats i controvèrsies al voltant d'ell, perdent la seva reputació, múltiples negociacions i deixant-ho sumit en un procés de recerca legal per malversació de fons monetaris.
Mentre, Jacob s'assabenta que Gekko ha sortit de Nova York a Londres i s'ha portat tots els diners de Winnie, invertint-ho i aconseguint en qüestió de només un mes i mig, convertir aquests US$ 100 milions en US$ 1 bilió i recuperant la seva fortuna i poder, i prendre totes les negociacions que Bretton James havia tingut i tot això, al mateix temps que surt il·lès econòmicament del col·lapse de Wall Street, la qual cosa li dona una posició d'avantatge sobre tots els altres "Senyors de les Finances" i empreses, convertint-se en l'home que pot solucionar els problemes financers de molts empresaris i reprenent així el poder i el prestigi que va posseir feia dues dècades.
D'un sol cop, Gekko havia restaurat la seva fortuna, la seva reputació, havia tornat al cim, al mateix temps que s'havia venjat de l'home que l'havia enviat a la presó en el passat, Bretton James, el qual va rumb a la presó i de pas desencadenant la destrucció massiva de tot el sistema financer nord-americà, en caure centenars de companyies, mentre que ell s'alçava novament.
Mentre Jacob, sabent-se víctima de les manipulacions de Gekko, li explica tot a Winnie, qui ara desconfiant d'ell, acaba la seva relació. Llavors Jacob, viatja a Londres a veure a Gekko i a explicar-li sobre el fill que espera Winnie, el seu net, i li retreu tot el que va fer i la forma tan freda i despietada com va executar les seves venjança sense tenir en compte com afectava als que l'envolten.
Després de discutir, Jacob es va i deixa a Gekko veient el video del seu net en el ventre de la seva filla. Finalment Gekko, torna a Nova York, on diu a Jacob i a Winnie que no haurien de separar-se i que els havia dipositat US$ 100 milions als seus comptes provinents dels beneficis del seu nou imperi de negocis, en compensació per la suma que els va arrabassar anteriorment.
A partir d'aquí, aparentment Gekko reprèn la seva posició com a Amo de les Finances, però suavitza la seva conducta i el seu estil, deixant de costat el clàssic Darwinisme Social que ho caracteritzava i tracta de reintegrar-se a la seva família, conformada per la seva filla Winnie, Jacob i el seu net.

## La Cobdícia i elDarwinisme Social
Gordon Gekko és considerat com un personatge icònic per la seva actitud influenciada pel desig desmesurat de posseir més riquesa i poder que qualsevol, simplement ambició, per a ell, aquesta paraula representa una espècie de regla d'or, ja que justifica la seva manera de pensar i actuar. "La cobdícia és bona", és la frase mítica de Gordon Gekko, que es va convertir en el referent de la cultura popular nord-americana a l'hora de parlar del més fosc del sistema capitalista, en la màxima representació del desig desmesurat de tenir-ho tot.
No obstant això un altre component important està present en l'esquema ideològic i mental de Gordon Gekko, respecte a la seva concepció de la societat i del mateix capitalisme, aquest component és el darwinisme social. Es pot apreciar la forma d'actuar de Gekko i la manera com veu les coses, sap que és intel·ligent, astut i que té la capacitat de manipular als altres, és a dir, ell és plenament conscient de les seves habilitats i ha perfeccionat com usar-les amb mestratge per sobreposar-se a tots els altres, aconseguint que siguin els seus interessos els que determinin les situacions. Aquesta tendència implica que, en la seva implacable manera de fer, molts altres en surtin perjudicats perquè ell en pugui sortir beneficiat, uns exemples que podem apreciar en la pel·lícula Wall Street 2: Els diners mai dormen, un és el cas de Bretton James, a qui Gordon destrueix intencionadament en el seu retorn al cim, o el de la seva pròpia filla i el mateix Jacob Moore, als qui perjudica en el seu afany d'aconseguir el que vol, i inclusivament als centenars d'empleats que va estar a punt de deixar sense treball, quan va preparar la destrucció de la companyia d'aerolínies juntament amb Bud Fox, en la primera Wall Street (pel·lícula).
"Els forts aixafen als febles, així és com funciona", és la frase que Gordon utilitza en Wall Street 2: Els diners mai dormen, per justificar les seves accions davant Jacob Moore. És aquesta línia de pensament, "la supervivència del més apte", de la qual Gekko es val per conduir cadascuna de les seves accions, encara que al final acaba comprenent que aplicar aquesta fórmula al peu de la lletra no és correcte, Gekko és icònic, precisament per haver-la usat sempre, per això, per disposar d'una ambició desmesurada, per creure i aplicar el darwinisme social en el més pur i sinistre dels sentits i per ser capaç d'anar més enllà dels límits que imposa la moral i l'ètica.